# Abdullah Abkar Mohammed
Abdullah Abkar Mohammed (arabisch عبد الله أبكر محمد, DMG ʿAbd Allāh Abkar Muḥammad; * 1. Januar 1997 in Medina) ist ein saudischer Sprinter, der sich auf den 100-Meter-Lauf spezialisiert hat und aktueller Rekordhalter in dieser Disziplin ist.

## Sportliche Laufbahn
Erste internationale Erfahrungen sammelte Abdullah Abkar Mohammed bei den Hallenweltmeisterschaften 2016 in Portland, bei denen er im 60-Meter-Lauf bis in das Halbfinale gelangte und dort mit 6,68 s ausschied. Anschließend gewann er bei den Juniorenasienmeisterschaften in der Ho-Chi-Minh-Stadt in 10,45 s die Bronzemedaille über 100 Meter und schied im 200-Meter-Lauf in der ersten Runde aus. Er qualifizierte sich auch für die Olympischen Spiele in Rio de Janeiro, bei denen er in 10,26 s in der ersten Runde ausschied. Im Jahr darauf gelangte er bei den Islamic Solidarity Games in Baku bis in das Halbfinale über 100 Meter und belegte mit der saudischen 4-mal-100-Meter-Staffel den sechsten Platz. Anschließend siegte er bei den Arabischen Meisterschaften in Radès in 10,19 s und qualifizierte sich damit für die Weltmeisterschaften in London, bei denen er mit 10,31 s im Vorlauf ausschied. Im September gelangte er bei den Asian Indoor & Martial Arts Games in Aşgabat in das Finale über 60 Meter, wurde dort aber disqualifiziert, wie auch im Vorlauf mit der 4-mal-400-Meter-Staffel. 
2018 nahm er erneut an den Hallenweltmeisterschaften in Birmingham teil, bei denen er mit 6,63 s erneut im Halbfinale ausschied. Ende August nahm er erstmals an den Asienspielen in Jakarta teil und belegte dort in 10,10 s den vierten Platz. Im Jahr darauf erreichte er bei den Arabischen Meisterschaften in Kairo das Finale über 100 Meter, konnte dort aber nicht mehr an den Start gehen. 2021 belegte er dann bei den Arabischen Meisterschaften in Radès in 10,48 s den vierten Platz über 100 Meter und siegte mit der Staffel in 39,69 m. Im Jahr darauf gewann er bei den Islamic Solidarity Games in Konya in 9,95 s die Silbermedaille hinter dem Ivorer Arthur Cissé und gelangte im Staffelbewerb mit 39,32 s auf Rang fünf. 2023 gewann er in 10,23 s die Silbermedaille über 100 Meter bei den Westasienmeisterschaften in Doha hinter dem Katari Femi Ogunode und auch bei den Arabischen Meisterschaften in Marrakesch musste er sich in 10,29 s nur Ogunode geschlagen geben. Im Juli belegte er dann bei den Asienmeisterschaften in Bangkok in 39,12 s den vierten Platz im Staffelbewerb und gewann über 100 Meter in 10,19 s die Silbermedaille hinter dem Japaner Hiroki Yanagita. Ende September schied er bei den Asienspielen in Hangzhou mit 10,21 s im Halbfinale über 100 Meter aus und gewann in 20,63 s die Silbermedaille über 200 Meter hinter dem Japaner Koki Ueyama. Bei den World Athletis Relays 2024 in Nassau in 39,58 s Sechste in der 2. Qualifikationsrunde für die Olympischen Spiele in Paris. Im Jahr darauf belegte sie bei den Asienmeisterschaften in Gumi in 10,30 s die Bronzemedaille über 100 Meter hinter dem Japaner Hiroki Yanagita und Puripol Boonson aus Thailand.
Mohammed ist Student an der König-Saud-Universität in Riad.

## Persönliche Bestzeiten
- 100 Meter: 10,03 s (+1,2 m/s), 30. Juni 2018 in Paris (saudischer Rekord)
  - 60 Meter (Halle): 6,60 s, 3. Februar 2018 in New York City
- 200 Meter: 20,50 s (+1,9 m/s), 7. November 2022 in Riad